# Michelsonia
Michelsonia là một chi thực vật có hoa trong họ Đậu.